# Ferula rubricaulis
Espèce
Synonymes
- Peucedanum rubricaule (Boiss.) Baill.[2]

Ferula rubricaulis est une espèce de plantes de la famille des Apiacées. Elle est endémique d'Iran. La plante serait l'une des sources possibles du galbanum, une gomme-résine utilisée en médecine traditionnelle et en parfumerie.

## Description
C'est une plante terrestre dicotylédone qui fait partie des ombellifères. 

## Répartition
L'espèce est endémique d'Iran.

## Nomenclature en systématique
Ferula rubricaulis a été publiée en 1856 par le botaniste suisse Pierre Edmond Boissier. Son épithète spécifique, rubricaulis, signifie « aux tiges rouges ».
Dans la classification phylogénétique de l'APG, elle est assignée au genre Ferula de la famille des Apiaceae, dans l'ordre des Apiales.